# دوموس أورا
دوموس أورا (باللاتينية:Domus Aurea)، وتعني "البيت الذهبي"، هي فيلا ذات مناظر طبيعية بناها الإمبراطور الروماني نيرون في قلب روما القديمة بين عامي 64-68 ميلادي، وهي الآن تعد ضمن التراث الإيطالي.

## وصلات خارجية
- Great Buildings on-line: Domus Aurea